# Kwas 2,4-dichlorofenoksyoctowy
Kwas 2,4-dichlorofenoksyoctowy (2,4-D), Cl
2C
6H
3OCH
2COOH – organiczny związek chemiczny z grupy kwasów fenoksyoctowych. Jest fitotoksycznym bojowym środkiem trującym. W latach 40. XX wieku badania nad nim prowadzono w USA i Wielkiej Brytanii. Był stosowany na skalę masową przez Amerykanów w wojnie wietnamskiej.
Istnieje ponad 1500 środków ochrony roślin zawierających 2,4-D.
Sole sodowe i amonowe 2,4-D dobrze rozpuszczają się w wodzie, natomiast estry są w niej nierozpuszczalne.

## Zagrożenia
2,4-D może być stosowany w postaci czystej lub w mieszaninach z innymi fitotoksycznymi bojowymi środkami trującymi. Jest składnikiem mieszanki czerwonej i pomarańczowej. Może być używany w postaci emulsji lub roztworów. Zalicza się go do defoliantów. Powoduje zbyt szybki rozwój roślin, co prowadzi do ich obumierania. Działa na rośliny jednoroczne i wieloletnie (zarówno młode, jak i rozwinięte). Jest wchłaniany przez liście, łodygi, system korzeniowy. Utrzymuje się w glebie przez okres od 2 do 15 tygodni. Do niszczenia lasów podczas wojny w Wietnamie był stosowany w ilościach rzędu 6 kg/ha.